# 스트로치 궁전

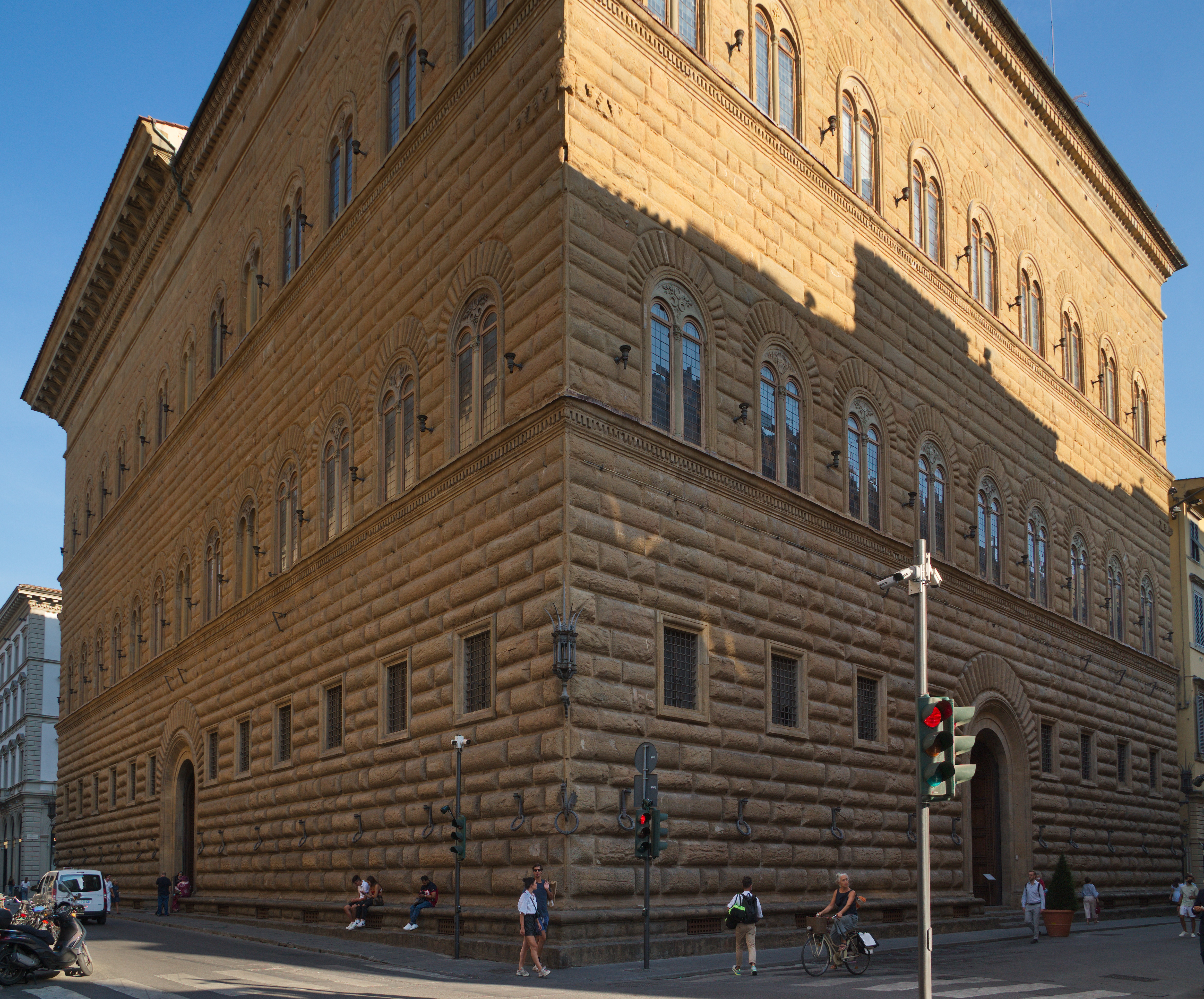
스트로치 궁전의 북쪽과 서쪽 파사드

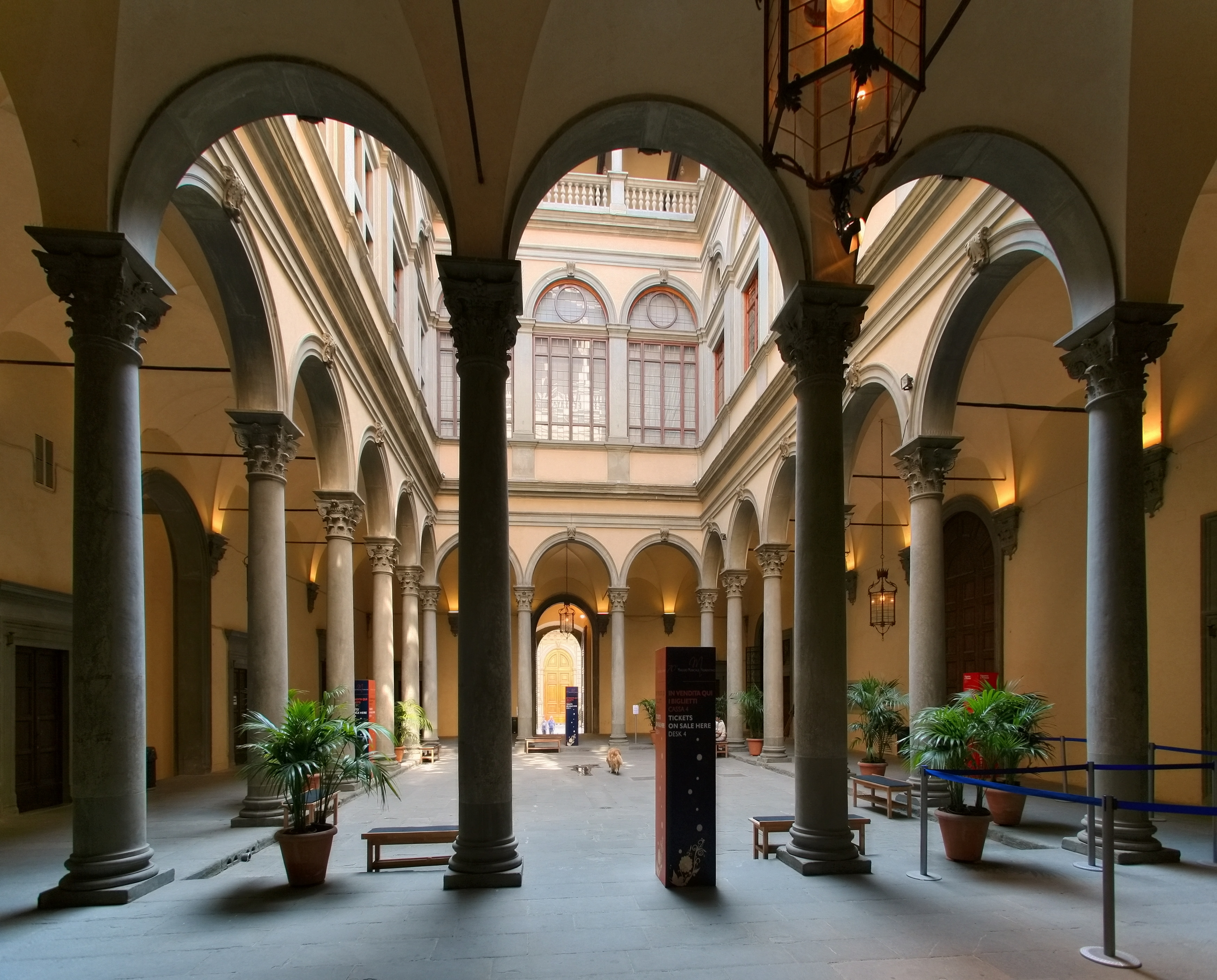
내부
안뜰

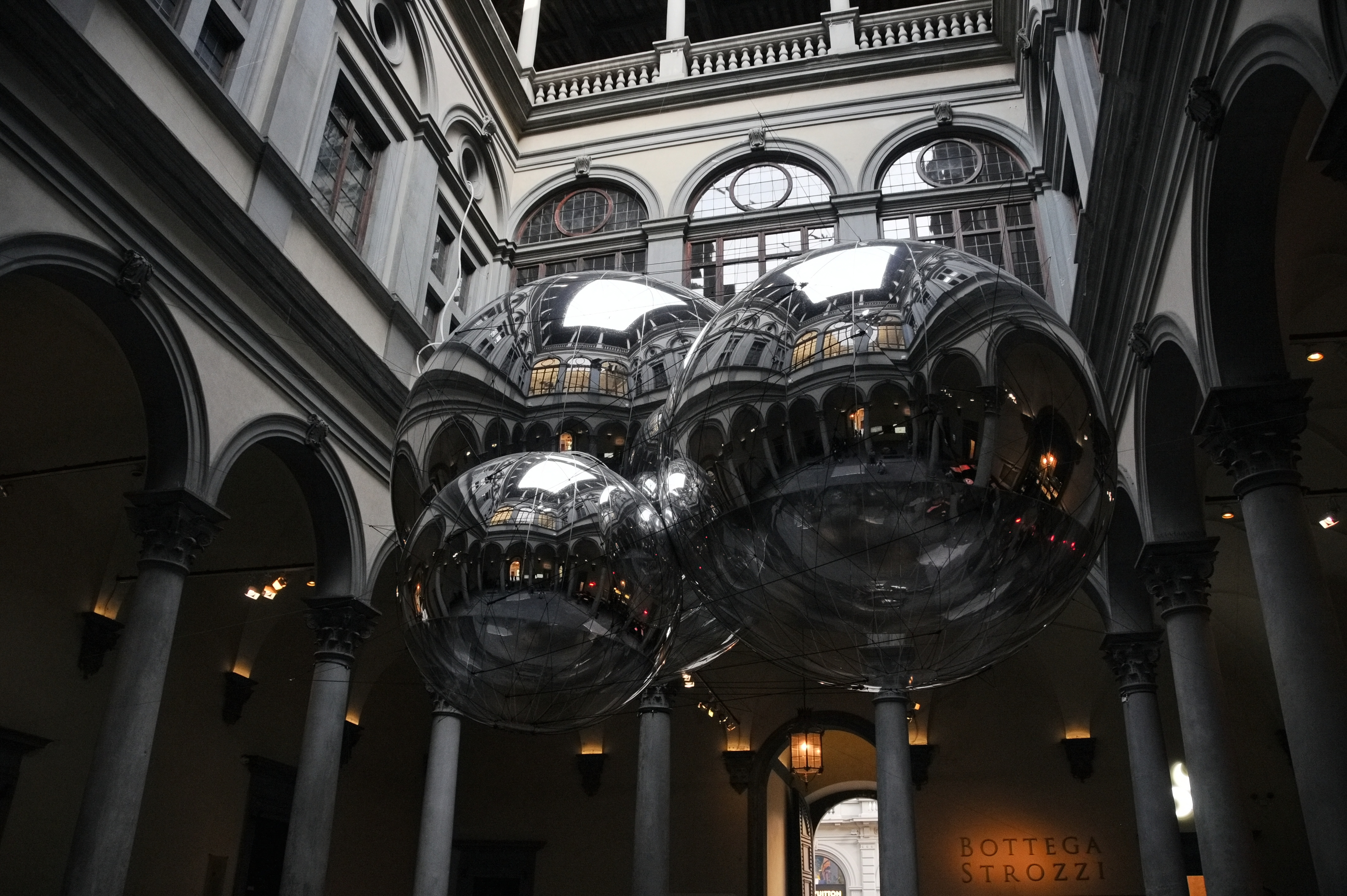
안뜰에서 열린 미술 전시전

스트로치 궁전(Palazzo Strozzi)은 이탈리아 피렌체에 있는 궁전이다.

## 역사
스트로치 궁전 건설은 1466년 11월에 피렌체로 복귀한 메디치 가문의 경쟁 상대였던 대 필리포 스트로치가 자신의 가문의 지속적인 명성과 그리고 무엇보다 중요한 자신의 정치적 지위를 확립하고자 베네데토 다 마이아노에게 의뢰하여 1489년에 시공되었다. 대단히 많은 건물들이 이 새로운 건축물을 위한 공간 마련을 위해 1470년대에 매입되어 허물어졌다. 줄리아노 다 상갈로가 이 설계의 목조물 모델을 제공했다. 필리포 스트로치는 1538년에 완공되기 훨씬 전인 1491년에 사망했다. 코시모 1세 데 메디치 공작은 1538년에 이 건축물을 압수하여, 30년 뒤에나 스트로치 가문에 돌려주었다.
스트로치 궁전은 토르나부오니 거리를 마주하고 있다.

## 설명
스트로치 궁전은 메디치 궁전에서 영감을 받았으나 좀 더 조화로운 비율을 갖춘, 루스티카 방식으로 지어진 민간 건축물의 본보기이라 할 수 있다. 각지에 위치하여 측면이 두 개에 불과했던 메디치 궁전과 달리, 측면 네 곳이 모두 거리에 둘러져 있던 이 건축물은 독립적인 건축물이다. 건축물의 대칭성을 계획할 때 내부 대칭성이란 점을 고려할 때 이런 점은 르네상스 건축에 있어 교차축을 어떻게 이룰 것인가라는 새로운 문제를 제시하였다. 스트로치 궁전의 설계도는 두 개 축을 기준으로 엄격한 대칭을 이루었고, 건물의 주요 방들은 규모에서 분명한 차이를 두었다.
스트로치 '팔라초'는 짝을 이루는 멀리언 창 ('bifore')이 있으며, 이 아치의 홍예석은 이맛돌 쪽으로 갈수록 길이가 길어지는데 이런 형식은 네오르네상스 건축 양식에서 루스티카식으로 된 아치 창문에 많이 모방되었다. 스트로치 궁전에 쓰인 코니스는 이 당시 피렌체 궁전에서 주된 양식이었다.
1504년까지 건설 작업을 맡았던 시모네 델 폴라이올로 ('일 크로나카')는 궁전을 미완성인 채로 남겨두었다. 또한 크로나카가 완성한 것은 아케이드로 둘러싼 중심부의 안뜰 (cortile)이며 이는 미켈로초로부터 영감을 받은 것이다.
건축물을 장식하고 있는 연철 오브제인 페로가 유명하다. 깃대, 횟불 받침대, 매듭, 랜턴, 촛대 등 이 건축물의 여러 장식품들은 그 날의 필요에 따라 건물 외부, 모서리 등을 꾸미고 있다. 스트로치 궁전의 페로는 일 카파라로 알려진 대장장이 니콜로 그로소가 제작하였다.
1937년까지 스트로치 가문의 거처로 유지됐었다. 대대적인 변화는 이탈리아 국민 보험 기관이 이 건물에 들어서면서 발생했다. 1999년에 이탈리아 국민 보험 기관에서 이탈리아 정부로 소유가 넘어가게 된 스트로치 궁전은 현재 인문학 연구 기관 및 스트로치 궁전 재단이 사용하고 있다. 가비네토 G.P. 비쇠 그리고 르네상스 연구 기관 등 또한 1940년대 이래로 건물을 사용하고 있다. 오늘날의 궁전은 "Cézanne in Florence.
Two Collectors, the 1910 Exhibition of Impressionism" 등 패션쇼 및 문화, 예술 행사 등 국제 전시회 목적으로 쓰인다.

## 같이 보기

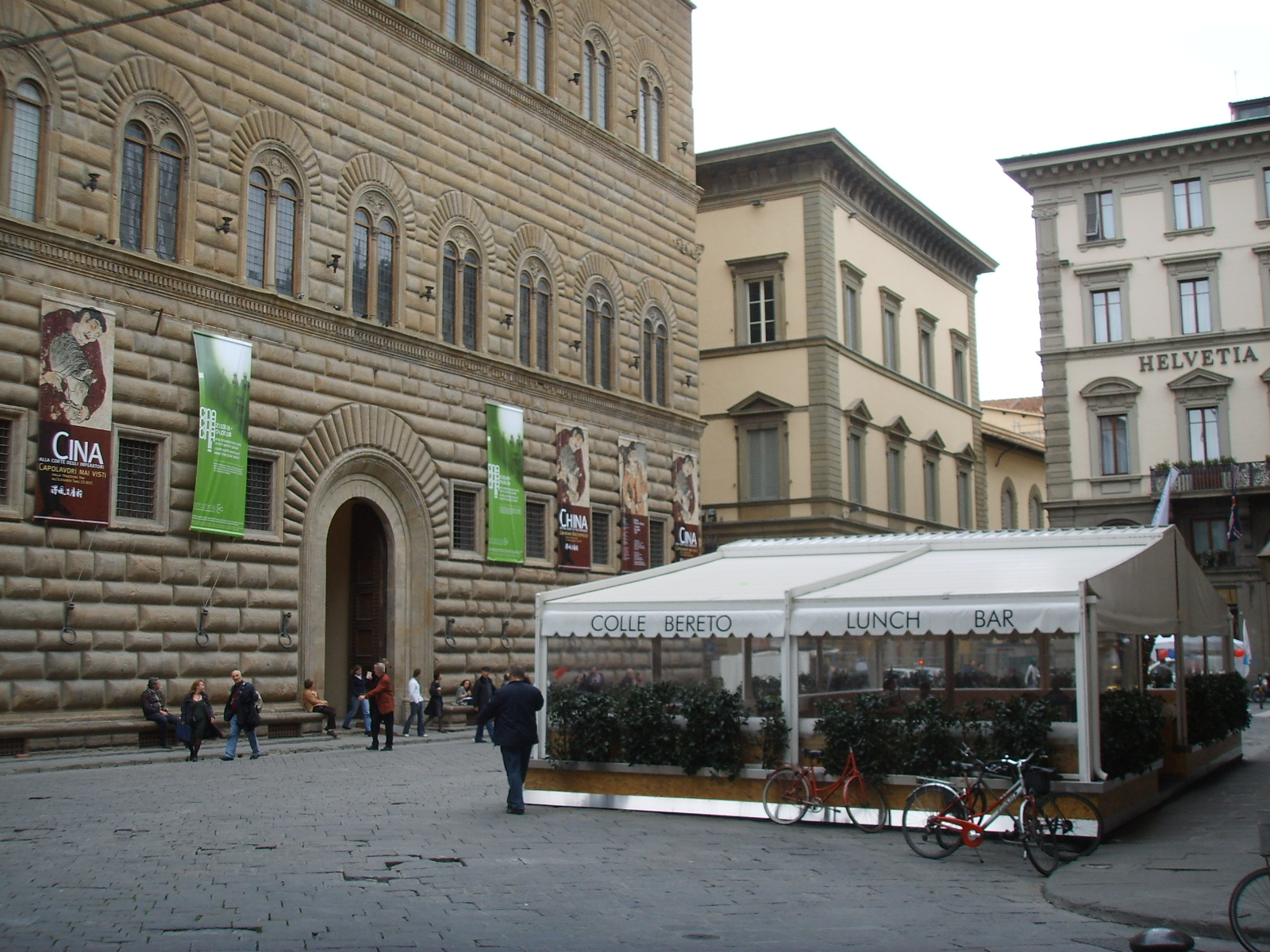
스트로치 광장

- 스트로치노 궁전
- 오스트리아 빈의 스트로치 궁전

## 참고 문헌
- Bullard Melissa M., Filippo Strozzi and the Medici: Favor and Finance in Sixteenth-Century Florence and Rome (Cambridge) 1980.
- Goldthwaite, Richard, Private Wealth in Renaissance Florence: A Study of Four Families (Princeton) 1968.
- —, The Building of Renaissance Florence: An Economic and Social History (Baltimore) 1980.